# Lac de Homs
Le lac de Homs (en arabe : بحيرة حمص) est un lac artificiel situé en Syrie, dû à la retenue des eaux de l'Oronte par une digue en amont de la ville de Homs.

## Géographie
De 60 km2 de superficie, ce lac est à 15 km environ au sud-ouest de la ville de Homs.